# Aeropuerto Internacional Termas de Río Hondo
El Aeropuerto Internacional Termas de Río Hondo (IATA: RHD - OACI: SANR) es un aeropuerto argentino que da servicio a la ciudad de Termas de Río Hondo, Santiago del Estero. Fue inaugurado el 24 de julio de 2012 por Cristina Fernández de Kirchner, siendo el aeropuerto más nuevo de Argentina. El primer vuelo fue desde Buenos Aires con el Embraer 190 de Austral Líneas Aéreas.
El aeropuerto existía en la década de 1970, pero fue cerrado por su cercanías a los aeropuertos de San Miguel de Tucumán (ubicado a 90 km) y Santiago del Estero (ubicado a 60 km). Fue nuevamente construido entre los años 2010 y 2012.
Es administrado por Aeropuertos Argentina 2000 y recibe vuelos dos veces a la semana (miércoles y domingos) por la empresa Avianca Argentina.

## Aerolíneas y destinos

### Argentina
| Destinos regulares | Nombre del aeropuerto    | Aerolíneas            | Avión   | Frecuencias semanales |
| ------------------ | ------------------------ | --------------------- | ------- | --------------------- |
| Argentina          |                          |                       |         |                       |
| Buenos Aires       | Aeroparque Jorge Newbery | Aerolíneas Argentinas | E-190AR | 2                     |

## Estadísticas
| Ranking | Ciudad                               | Pasajeros (2017) | Pasajeros (2018) | Pasajeros (2019) | Variación | Aerolíneas                                                                |
| ------- | ------------------------------------ | ---------------- | ---------------- | ---------------- | --------- | ------------------------------------------------------------------------- |
| 1       | Buenos Aires (Aeroparque), Argentina | 147.621          | 19.992           | 9.572            | -52,12    | Aerolíneas Argentinas, Austral Líneas Aéreas, Avianca Argentina (Chárter) |